# Wyschnjaky (Bolhrad)
Wyschnjaky (ukrainisch Вишняки; russisch Вишняки Wischnjaki, rumänisch Arcizul-Nou, deutsch Neu-Arzis) ist ein bessarabisches Dorf im Südwesten der ukrainischen Oblast Odessa mit etwa 500 Einwohnern (2020).
Am 14. November 1945 erhielt die Ortschaft, welche bis dahin den ukrainischen Namen Nowyj Arzys (Новий Арциз) trug ihren heutigen Namen.

## Geographische Lage
Die Ortschaft liegt auf einer Höhe von 51 m am Ufer des Dschalar (Джалар), einem 21 km langen, linken Nebenfluss des Kohylnyk. Wyschnjaky befindet sich in der leicht hügeligen Steppenlandschaft des Budschak mit sehr fruchtbaren Schwarzerdeböden 14 km nordöstlich vom ehemaligen Rajonzentrum Arzys und 135 km südwestlich vom Oblastzentrum Odessa.

## Geschichte
Das 1824 von 41 Familien gegründete Dorf entstand als Tochterkolonie der bessarabiendeutschen Kolonie Arzis und zählt zu den 24 bessarabiendeutschen Mutterkolonien. Bei der Volkszählung 1930 hatte das Dorf 879 Einwohner, darunter 861 Bessarabiendeutsche und 1940 waren es 857 Bewohner, von denen 849 deutscher Abstammung waren.
Die Ortschaft war bis 1917 Teil des Russischen Kaiserreiches. In den Wirren der Oktoberrevolution erklärte sich Bessarabien 1917 zur Demokratischen Moldauischen Republik und im gleichen Jahr schloss es sich freiwillig Rumänien an.
Im Sommer 1940 wurde das Dorf von der Sowjetunion besetzt und am 5. September 1940 wurde in Moskau ein Umsiedlungsvertrag zwischen der Sowjetunion und dem Deutschen Reich unterzeichnet, woraufhin die deutschstämmigen Ortsbewohner im Herbst 1940 unter dem Slogan „Heim ins Reich“ das Dorf in Richtung Deutschland verließen. Zwischen 1941 und 1944 war das Dorf von Rumänien besetzt. Nach Rückeroberung durch die Rote Armee kam die Ortschaft zur Oblast Akkerman (ab dem 7. August 1940 Oblast Ismajil die 1954 in der Oblast Odessa aufging) in der Ukrainischen SSR. Nach dem Zerfall der Sowjetunion wurde Wyschnjaky 1991 Teil der unabhängigen Ukraine.

## Verwaltungsgliederung
Am 12. Juni 2020 wurde das Dorf ein Teil der Landgemeinde Pawliwka; bis dahin war es ein Teil der Landratsgemeinde Wosnessenka Perscha im Osten des Rajons Arzys.
Seit dem 17. Juli 2020 ist es ein Teil des Rajons Bolhrad.